# Skip Palenik
Pour les articles homonymes, voir Palenik.
 (juin 2014).
Skip Palenik (né en 1946) est un expert américain en analyse microscopique qui travaille dans le domaine de la science forensique. Il est surtout connu pour ses participations à la résolution d'affaires judiciaires médiatisées, dont l'attentat d'Oklahoma City, l'enquête sur l'Unabomber, les enquêtes sur l'étrangleur d'Hillside et l'enquête judiciaire sur la mort de JonBenét Ramsey. Il apparaît régulièrement dans les épisodes de la télésérie Forensic Files.

## Biographie
Palenik a travaillé sur l'affaire des meurtres d'Atlanta 1979-1981, la destruction du vol 182 Air India, la mort de JonBenét Ramsey, l'explosion de 1985 à l'aéroport international de Narita (Tokyo), l'étrangleur d'Hillside (Los Angeles), l'attentat d'Oklahoma City, Ivan le Terrible (Jérusalem), Unabomber, la disparition d'Helen Brach (une multimillionnaire américaine), le meurtre d'Enrique Camarena Salazar et les meurtres de Gary Ridgway,. Il a aussi travaillé sur l'assassinat de Martin Luther King (dans le cadre d'une nouvelle enquête de l’U.S. House Select Committee on Assassinations).
En 1997, Jerome Romolt obtient l'accord du joueur de baseball Joe DiMaggio de vendre 1 000 maillots que le joueur autographiera contre rémunération. Le premier lot de maillots est en bon état, alors que l'autographe sur le second lot a déteint. Romolt fait appel à Palenik, qui détermine que les fibres et l'encre sur les deux lots sont identiques, mais le deuxième lot a été lavé avec un produit assouplisseur qui a dissout l'encre. Lorsque la procédure judiciaire se conclut en décembre 2001, Romolt obtient 2,7 millions USD en dédommagements grâce aux travaux de Palenik. 
Palenik enseigne aussi le travail au microscope à l’Institut de technologie de l'Illinois, à l'université de l'Illinois à Chicago et au McCrone Research Institute. Il a participé à la rédaction de plusieurs ouvrages. En 1992, il a fondé la société Microtrace LLC, qui offre des services de microscopie, microchimie et études forensiques. Il prononce des conférences.